# Drosophila libellulosa
Drosophila libellulosa är en tvåvingeart som beskrevs av Léonidas Tsacas och Legrand 1979. Drosophila libellulosa ingår i släktet Drosophila och familjen daggflugor.
Artens utbredningsområde är västra Afrika.